# Lucyn (rejon)
Lucyn (łot. Ludzas rajons) – rejon we wschodniej Łotwie, funkcjonujący w latach 1949–2009.
Rejon graniczył z Białorusią i Rosją oraz z rejonami: Balvi, Krasław i Rzeżyca.
Zniesiony 30 czerwca 2009, w ramach reformy administracyjnej.